# Pleurat (noble)
Pleurat  (en llatí Pleuratus, en grec antic Πλεύρατος) fou un noble il·liri, que per alguna raó es va exiliar a la cort de Perseu de Macedònia. Va viure al segle ii aC.
Aquest rei el va agafar al seu servei i el va utilitzar en alguna missió i especialment com ambaixador davant el rei Gentius l'any 169 aC. Poc més tard apareix dirigint un contingent il·liri al servei del rei Perseu de Macedònia, segons explica Titus Livi.